# ShowBiz Pizza Place
ShowBiz Pizza Place, a menudo abreviado como ShowBiz Pizza o ShowBiz, fue un centro de entretenimiento familiar estadounidense y una cadena de restaurantes de pizza fundada en 1980 por el empresario Robert L. Brock y el ingeniero Aaron Fechter, director general de Creative Engineering. Surgió tras una separación entre Brock y los propietarios de la franquicia Chuck E. Cheese's Pizza Time Theatre. Los restaurantes ShowBiz Pizza entretenían a los clientes con una gran selección de juegos recreativos, atracciones que funcionaban con monedas y espectáculos de animatrónicos.
Las dos compañías se convirtieron en competidoras y tuvieron un éxito temprano, en parte debido al aumento de la popularidad de los juegos de arcade a finales de la década de los 70 y principios de los 80. El tipo de animatrónicos utilizados en la cadena ShowBiz Pizza la distinguía de sus rivales, que ofrecían muchos de los mismos servicios. Después de la quiebra de Pizza Time Theatre en 1984, ShowBiz se fusionó con la franquicia en apuros para resolver un antiguo mandato de acuerdo judicial, formando ShowBiz Pizza Time. Para 1992, todos los locales de ShowBiz Pizza fueron rebautizados como Chuck E. Cheese's.

## Historia
El cofundador de Atari, Nolan Bushnell, responsable de la creación del primer videojuego ampliamente reconocido, Pong, encabezó a mediados de la década de 1970 un proyecto para que Atari lanzara el primer restaurante familiar orientado a los arcades con animatrónicos programados por ordenador. En una época en la que los salones recreativos eran populares en las boleras y los bares, Bushnell trató de exponer al público más joven a los juegos arcade. En 1977, Atari abrió el primer Chuck E. Cheese's Pizza Time Theatre en San José, California. El concepto fue un éxito inmediato, y al dejar Atari posteriormente en 1978, Bushnell compró el restaurante Pizza Time, formando una nueva empresa: Pizza Time Theatre, Inc.

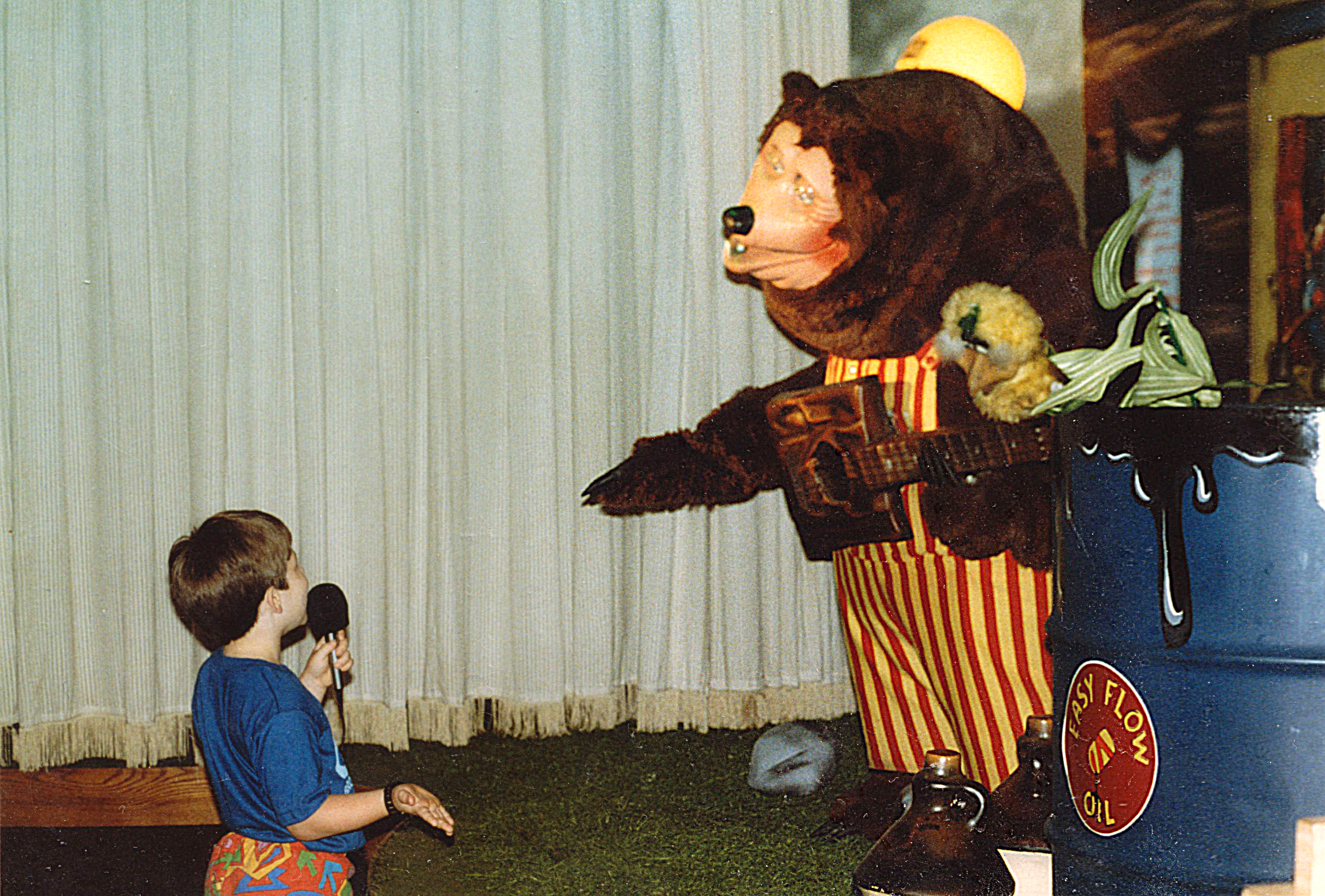
Un niño interactuando con la mascota de la franquicia Billy Bob, en Fayetteville, Arkansas (mayo de 1987)

A medida que Bushnell comercializaba la franquicia, con la esperanza de expandirse a nuevos mercados, el concepto atrajo a clientes de alto perfil como Robert L. Brock, conocido por su amplia cartera de hoteles Holiday Inn. En 1979, Brock firmó un contrato multimillonario de franquicia con Pizza Time Theatre, Inc., con el que planeaba abrir hasta 280 locales de Chuck E. Cheese's en 16 estados de Estados Unidos. Poco después, Brock se dio cuenta de que empresas como Creative Engineering, Inc. (CEI) estaban diseñando animatrónicos más avanzados, y le preocupaba que surgieran competidores con mejor tecnología. Bushnell le había asegurado a Brock en la firma del contrato de franquicia que la tecnología de la empresa seguiría evolucionando. Sin embargo, antes de la apertura de su primer local, Brock decidió anular el acuerdo con Pizza Time y asociarse con CEI.
El primer ShowBiz Pizza Place abrió sus puertas el 3 de marzo de 1980 en Kansas City, Misuri, ubicado en The Antioch Shopping Center. Contaba con una sala de juegos y otra para las funciones infantiles del Wolf Pack 5 —el primer grupo de animatrónicos usados por la cadena—, en colaboración con la Brock Hotel Corporation, que era propietaria del 80 % de ShowBiz Pizza Place, mientras que el 20 % restante pertenecía a CEI (poseyendo todos los derechos de los personajes, robots y materiales escenográficos), que producía el consecutivo espectáculo de animatrónica de la cadena: The Rock-afire Explosion. En septiembre de 1981 había 48 locales propios y 42 franquicias. La empresa trasladó su sede a Irving (Texas) en 1982.

### ShowBiz Pizza Time, Inc.
En 1984, Chuck E. Cheese's Pizza Time Theatre se declaró en bancarrota según el Capítulo 11, y sus activos fueron adquiridos por la empresa matriz de ShowBiz, Brock Hotel Corp. Las dos operaciones se fusionaron, y la nueva empresa se denominó ShowBiz Pizza Time, Inc., una combinación de los nombres de las dos empresas anteriores. No obstante, ambas cadenas de restaurantes siguieron operando como entidades separadas.
Richard M. Frank se incorporó a la empresa como presidente y director de operaciones en 1985. En 1986, fue nombrado presidente y director ejecutivo de la división de restaurantes. Basándose en un estudio de los clientes, Frank introdujo una serie de cambios para atraer a los niños más pequeños y a los padres. Las medidas específicas incluían una mayor iluminación, un menú de comida rediseñado, servicio de mesa, autoservicio de bebidas en las fuentes, una selección de atracciones renovada y zonas diferenciadas para niños pequeños. Sin embargo, las relaciones entre ShowBiz y Creative Engineering comenzaron a deteriorarse. Aaron Fechter, fundador de CEI y creador de The Rock-afire Explosion, afirmó más tarde, en 2008, que las disputas se debieron a la exigencia de ShowBiz de poseer las licencias y los derechos de autor de CEI sobre el espectáculo de animatrónica. Fechter dice que se negó, ya que ShowBiz no ofreció una compensación monetaria por los derechos. A pesar de la negativa, el control creativo de CEI estaba en peligro, ya que ShowBiz tenía la capacidad de programar los personajes y replicar sus voces, lo que les permitía hacer cambios en los sketches. Posteriormente, ShowBiz devolvió los derechos de grabación a Fechter tras la producción del Liberty Show de CEI (en conmemoración del centenario de la Estatua de la Libertad en 1986), pero no devolvió los derechos de programación.
En 1989, ShowBiz Pizza Time se convirtió en una empresa pública con su salida a bolsa. Al año siguiente, rompió todos los lazos con CEI y comenzó a reestructurar las cadenas de restaurantes bajo la «unificación de conceptos». El cambio consistió en eliminar el espectáculo animatrónico The Rock-afire Explosion de sus restaurantes, y convertirlo en un nuevo espectáculo llamado: Chuck E. Cheese & Munch's Make Believe Band, con los personajes de Chuck E. Cheese's Pizza Time Theatre. Además, todos los locales de ShowBiz Pizza en Estados Unidos pasaron a llamarse Chuck E. Cheese's, poniendo fin a la marca «ShowBiz Pizza». En 1992, la conversión se completó y ShowBiz Pizza Time pasó a llamarse CEC Entertainment, Inc. En 1998, la empresa trasladó sus acciones del NASDAQ al NYSE. En febrero de 2014, la empresa fue adquirida por Apollo Global Management por 1.300 millones de dólares.

## En la cultura popular
- En 2019, la banda estadounidense experimental de metal vanguardista y synth-doom, Pinkish Black, lanzó un álbum que explora temas de «ansiedad, futilidad y vacío» que uno de los miembros de la banda afirma haber sentido cuando ShowBiz Pizza volvió a llamarse Chuck E. Cheese's cuando era un niño.[8]
- En la serie Gravity Falls, el grupo de animatrónica The Rock-afire Explosion aparece referenciado en el quinto episodio de la segunda temporada titulado «Soos and the Real Girl» con el nombre alterno de Hoo-Ha's Jamboree, siendo los antagonistas finales del capítulo.